# Labuhan Tangga Hilir
Labuhan Tangga Hilir is een bestuurslaag in het regentschap Rokan Hilir van de provincie Riau, Indonesië. Labuhan Tangga Hilir telt 2192 inwoners (volkstelling 2010).